# Jordi Domenech
Jordi Domenech Feliu (* im 20. Jahrhundert) ist ein spanischer Wirtschaftswissenschafter und -historiker.

## Werdegang
Domenech studierte Wirtschaftswissenschaft an der Universitat Pompeu Fabra in Barcelona. Dort graduierte er 1997 und schloss ein im folgenden Jahr abgeschlossenes Masterstudium in Wirtschaftsgeschichte an der London School of Economics an. Bis 2003 blieb er für sein Ph.D.-Studium an der britischen Hochschule, ehe er mit einer von Max-Stephan Schulze betreuten Arbeit abschloss. 2004 wechselte er als Assistant Professor an die Universidad Carlos III de Madrid. Nachdem er zwischenzeitlich an der London School of Economics und der University of York als Lecturer gewirkt hatte, kehrte er 2009 als Associate Professor an die Madrider Universität zurück und wurde dort später zum ordentlichen Professor berufen.
Domenech beschäftigt sich mit Politischer Ökonomie und Wirtschaftsgeschichte mit Fokus auf Spanien und einzelne Regionen wie Katalonien. Dabei hat er unter anderem über die sozio-ökonomischen Auswirkungen des Spanischen Bürgerkriegs und der Spanischen Grippe publiziert.
2009 wurde Domenech mit dem T.S.-Ashton-Preis ausgezeichnet.